# 救え! 北朝鮮の民衆/緊急行動ネットワーク
救え! 北朝鮮の民衆/緊急行動ネットワーク（すくえ! きたちょうせんのみんしゅうきんきゅうこうどうネットワーク、Rescue The North Korean People Urgent Action Network、通称：RENK）は1993年、関西大学講師李英和らによって結成された人権団体。

## 会の結成
1954年（昭和29年）、在日朝鮮人3世として大阪府堺市に生まれた李英和は、関西大学専任講師だった1991年（平成3年）の4月から12月まで、開発経済学者として平壌直轄市の朝鮮社会科学院への短期留学を経験した。そして、留学によって実際に北朝鮮に入国してみると、金日成と金正日に対するあまりに度を超えた極端な個人崇拝、日常的に盗聴・監視・禁足の行われる徹底した監視社会の実態、あるいは庶民生活の経済破綻と困窮等を知るに及び、同国に強い失望の念をいだいたという。
帰国後の1992年10月、李英和は「民主と友愛のコメ」と題し、食糧難にあえぐ北朝鮮民衆への民間レベルでの食糧援助と日本政府への緊急人道援助を求めるキャンペーンを展開するが、北朝鮮（朝鮮民主主義人民共和国）当局と在日本朝鮮人総聯合会（朝鮮総連）からの猛反発や妨害活動によって結局頓挫した。こうした経験により、1993年（平成5年）6月、高英起とともに「救え! 北朝鮮の民衆/緊急行動ネットワーク」（RENK）を立ち上げた。6月3日には、メンバー50人余りが大阪市内の目抜き通りを「強制収容所を廃止し、すべての政治囚を釈放せよ」「金日成政権は人権弾圧をやめろ」「北朝鮮民衆に民主主義と人権を保障せよ」と書いたプラカードや横断幕を掲げてデモ行進をおこなった。また、RENKでは脱北者の支援や北朝鮮内部の資料、映像を世界へ公開する活動を展開した。出版物に、安哲兄弟による『秘密カメラが覗いた北朝鮮』（李英和、RENK 訳）がある。

## 大阪RENK事件
1994年4月15日、金日成の最後の誕生日となる日、RENKは大阪で「北朝鮮民主化支援・全国集会-特派員と留学生が語る"素顔の北朝鮮"-」という集会を開いたが、ここに朝鮮総連のメンバーが隊伍を組んで続々と集まり、会場に乱入、主催者に暴行し、備品をひっくり返すなどの乱暴狼藉をはたらいた。報道陣も暴行を受け、会場外に放り出され、メディア関係者は全員顔面蒼白となった。フィルムは強奪され、テレビカメラも破壊された。証言予定者だった朴春仙は朝鮮総連の若者に取り囲まれて罵声を浴び、実兄一家5人が北朝鮮で行方不明となった曺浩平の妹曺幸は暴行を受けて全治1か月の重傷を負った。ジャーナリストの萩原遼も小突き回されたり、首を絞められるなどの暴行を受けた。どさくさ紛れにRENKメンバーのリュックサックを開けて盗みをはたらく者もいた。機動隊200名が投入されたが、すでに時期を逸しており、朝鮮総連の突撃隊は警官にさえ向かっていった。大阪城近くで開く予定だった屋内集会は断念せざるを得ず、緊急の抗議集会を開いた。デモ行進も予定していたが、これも攻撃を受け、結局、コース半分で中止となった。朝鮮総連が目標としていた李英和は、機動隊の装甲車に乗せられて脱出せざるを得なかった。平和的な言論・集会を、暴力と恐怖で抑えようとする朝鮮総連と北朝鮮の実態が明らかになった事件であった。

## 出版物
- 安哲兄弟 著、李英和・RENK 訳『コッチェビの叫び　秘密カメラが覗いた北朝鮮』ザ・マサダ、1999年3月。ISBN 4915977862。